# Kappa

Kappa — majuskulní varianta a jedna z variant minuskulních

Kappa (majuskulní podoba Κ, minuskulní podoba κ či ϰ, řecký název Κάππα) je desáté písmeno řecké abecedy a v systému řeckých číslovek má hodnotu 20. V řečtině staré i moderní se používalo pro záznam hlásky 'k', tedy pro neznělou velární plozivu. Je z něj odvozeno písmeno k v latince i písmeno к v cyrilici.

## Použití
minuskulní varianta písmena 'κ' se používá pro:
- křivost křivky v diferenciální geometrii
- Poissonovu konstantu v termodynamice
- dentacitu v chemii
- krajní chybu při měření součástí
- vyjádření reliability jako shody posuzovatelů v psychometrice pro případ nominálních proměnných
- v internetové pop-kultuře pro vyjádření sarkasmu v předešlé větě (psáno "kappa" či "#kappa")[2]
- gravitační konstanta

Vzhledem k podobnosti s malým písmenem k bývá ovšem často místo kappa použito snáze dostupné k.

## Reprezentace v počítači
V Unicode je podporováno jak
- majuskulní kappa
  - U+039A GREEK CAPITAL LETTER KAPPA
- tak minuskulní kappa v obou variantách
  - U+03BA GREEK SMALL LETTER KAPPA
  - U+03F0 GREEK KAPPA SYMBOL

V HTML je možné je zapsat pomocí &#922; respektive &#954; respektive &#1008;. Lze je také zapsat pomocí HTML entit
&Kappa; (majuskulní) respektive &kappa; (první minuskulní varianta).
V LaTeXu se pro zápis majuskulního kappa používá písmeno K z latinky a minuskulní kappa se píše příkazem \kappa ({\displaystyle \kappa }) nebo \varkappa ({\displaystyle \varkappa }).